# Pieter Jan Janssen
Pieter Jan Janssen (Horst, 6 oktober 1820 - aldaar, 29 september 1880) was een Nederlands burgemeester. Hij bekleedde dit ambt voor de gemeente Horst van 1862 tot aan zijn dood in 1880.

## Leven en werk
Janssen werd in 1820 geboren. Hij werd op 18 februari 1862 tot burgemeester van Horst benoemd en zou dit tot aan zijn dood in 1880 blijven. Ook was hij in de gemeente Horst, gedurende periodes gemeentesecretaris, raadslid, hoofd van de plaatselijke politie en een tijdje plaatsvervangend kantonrechter. Verder was hij schoolopziener van het 8e district in Limburg.